# Iskratel
Iskratel je slovensko telekomunikacijsko podjetje s sedežem v Kranju. Podjetje ima okrog 750 zaposlenih. Znano je predvsem po telefonskih centralah, tehnologiji ISDN in ADSL. Svoje izdelke izvažajo tudi na vzhod, predvsem v Rusijo. 